# Laphria orcus
Laphria orcus là một loài ruồi trong họ Asilidae. Laphria orcus được Walker miêu tả năm 1857. Loài này phân bố ở miền Ấn Độ - Mã Lai.